# 페인트 (스포츠)
페인트는 스포츠에서 상대의 판단력을 흐리기 위해서 취하는 속임수이다. 
말 그대로 페인트이다.스파이크를치는 척하면서 상대편네트로 살짝치는 기술이다. 이 기술은 주로 블로커를 속일 때 사용한다.